# Dicranota flaveola
Dicranota flaveola är en tvåvingeart som först beskrevs av Osten Sacken 1869.  Dicranota flaveola ingår i släktet Dicranota och familjen hårögonharkrankar. Inga underarter finns listade i Catalogue of Life.